# Metalocalypse
Metalocalypse (Metalocalipsis en español) es una serie animada, emitida por el bloque Adult Swim. Fue creada por Brendon Small y Tommy Blacha.
La serie originalmente tenía el nombre de Dethklok, pero una patente existente no permitió el uso de este nombre, por lo que se cambió el nombre a DethKlok Metalocalypse, pero al final los productores decidieron acortarlo a Metalocalypse para simplificarlo.
La primera temporada de la serie consiste de 20 episodios de 11 minutos aproximadamente cada uno. El primer episodio fue emitido en streaming por Adult Swim Fix el 4 de agosto de 2006. Según Adult Swim, la serie fue renovada para una segunda temporada.
El estreno de Metalocalypse obtuvo el ranking número 1 en su horario entre los hombres de 18 a 34 años de edad. Entre los mejores programas de cable básico de la semana, Metalocalypse tuvo el lugar número 12 entre hombres de 18 a 34 años, y el lugar número 6 entre hombres de 18 a 24. El estreno de la serie tuvo el lugar número 30 de esa semana entre todos los adultos de 18-34.[cita requerida]
La serie frecuentemente tiene a variados músicos haciendo voces invitadas en el show. Entre estos están: James Hetfield y Kirk Hammett de Metallica, Jeff Loomis, Steve Smyth, y Warrel Dane de Nevermore, el guitarrista de Arch Enemy Michael Amott, King Diamond, el cantante de Cannibal Corpse, George 'Corpsegrinder' Fisher. Además, cada episodio muestra varias referencias a otras bandas de metal del mundo real en forma de lugares, nombres, o en el comportamiento de los personajes.
Dethklok, la banda dentro de la serie, también está patrocinada por varios productos del mundo real, incluyendo Krank Amplification, Guitarras Gibson, EMG y Line 6.

## Sinopsis
Metalocalypse sigue las aventuras de la banda de death metal, Dethklok, parte norteamericana y parte norte-escandinava. Aunque el nombre usualmente se escribe "Dethklok", casi todos los logos de la banda están escritos: "Dëthkløk".
Disfrutan de un nivel de popularidad increíble en la ficción, llamados "La duodécima economía más grande de la Tierra". Son tan populares que sus fanes harán cualquier cosa que sus canciones digan, incluso si significara la muerte. Si Dethklok apoya una marca, instantáneamente se convierte en la única fuente para ese producto, pues todos los competidores tienen que cerrar puertas a falta de ventas.
La popularidad sobrenatural de la banda ha capturado la atención de un grupo conocido como El Tribunal. Cada episodio muestra un intento de este grupo siniestro para destruir a la banda, pues sospechan que son parte de una profecía apocalíptica sumeria.
Los conciertos de la banda son notoriamente violentos, frecuentemente produciendo daños en una buena parte de los espectadores. Incluso sus intentos de participar en obras de caridad resultan en muchas muertes, como el show de luces láser que mató a la Orquesta Filarmónica de Londres completa. El primer episodio muestra un ejemplo de esto, pues la caja de metal que funciona como el escenario de la banda es transportada por aire y se deja caer en el lugar en que van a tocar, pero fallan el objetivo, aplastando a una buena porción del público por caerles encima. Varias tazas de café con nata caliente también son lanzadas hacia el público, derritiendo sus pieles, ya que Dethklok está promocionando un café de la marca Duncan Hills. Sin importar estos peligros, la gente ama tanto los conciertos de Dethklok que, para poder entrar, firman contratos vendiéndoles sus vidas a cambio de que liberen a la banda de cualquier responsabilidad legal.
Los miembros de la banda viven juntos en una gigantesca mansión llamada Mordhaus en una región no especificada, llamada Mordland. Región defendida por el ejército personal del grupo. Los personajes de Dethklok son generalmente sociopáticos e ineptos en cualquier cosa que no tenga que ver con la música, excepto por negociar sus contratos.
A pesar del inmenso éxito de la banda, todos los miembros tienen problemas de autoestima bajo que se muestran en varios niveles en el programa. También son ridículamente adinerados, y por tanto pueden escaparse de cualquier responsabilidad.
Los miembros de la banda muestran una obsesión con la "brutalidad", y lo "metal" de las cosas, frecuentemente basando sus decisiones de hacer algo dependiendo de lo "metal" que lo consideren.

## El lanzamiento deThe Dethalbum
En el 25 de septiembre de 2007, fue lanzado el primer álbum de Dethklok, llamado The Dethalbum.  El álbum consiste en una combinación de tanto canciones de la serie como canciones nuevamente creadas.  Vendiendo 33.741 copias en la primera semana de su lanzamiento, el álbum debutó en el puesto 21 en Billboard 200, convirtiendo The Dethalbum en el álbum de death metal más exitoso de todos los tiempos.  Además, fue descargado 45.000 veces después de subirse al sitio AOL Music durante la semana en la que se lanzó.

## Personajes principales
- Nathan Explosion: Es el líder, vocalista y letrista de la banda. Es de estatura alta, cabello negro, ojos verdes y posiblemente de etnia nativa americana. Nathan siempre habla con una voz grave y gutural, incluso cuando no está sobre el escenario. Aparentemente, escribe y compone todas las letras de la banda, basándose en la violencia. Está basado en el vocalista de Cannibal Corpse, George "Corpsegrinder" Fisher. Aunque su apariencia recuerda mucho más a la de Peter Steele de Type O Negative. Una de sus coletillas es "¡Brutal!", aunque en la 3ª temporada este término desaparece brutalmente.
- William Murderface: Es el bajista del grupo. Usa un bajo Gibson Thunderbird Studio de cinco cuerdas. Tiene cabello castaño, ojos verde lima, una brecha entre los dos dientes incisivos del mandibular superior y tiene dificultades para hablar correctamente. Tiene una prominente barriga cervecera de la que siempre se queja. Sus padres murieron debido a que su padre asesinó a su madre con una motosierra, para luego suicidarse de la misma forma, todo esto en frente de él cuando era un bebé. Aunque se odia a sí mismo, trata de darse más importancia de lo que realmente es dentro del grupo, esto debido a que sus grabaciones en el bajo están al mínimo de volumen, incluso ni siquiera lo incluyen. De todos modos está comprobado de que a Murderface no le falta talento con el Bajo, siendo capaz de tocarlo usando su "miembro", aunque es Skwisgaar quien escribe sus partes. Está basado en el bajista de Black Sabbath: Geezer Butler.
- Pickles the Drummer: es el baterista del grupo. Criado en Tomahawk, Wisconsin, posee un acento propio de la zona norte de Chicago. Se refiere a sí mismo como un gran "irlandés-estadounidense". Tiene cabello rojo con trenzas rastas (dreadlocks) y posee ojos verdes. Él es quien siempre corrige a Skwisgaar y a Toki. Físicamente está basado en el mutifacético Devin Townsend, vocalista y guitarra de los disueltos Strapping Young Lad, y Roger Taylor baterista de Queen. Fundador de Snakes N Barrels (parodia de Mötley Crüe y Guns N' Roses) en la que fue vocalista y guitarrista. Es adicto al alcohol y a las drogas, a tal punto de desarrollar inmunidad hacia los efectos de estas últimas.
- Skwisgaar Skwigelf: Es el guitarrista principal. Se le describe como un tipo bien parecido y es el mejor guitarrista vivo y también el más alto (en el universo de la serie) del mundo, con un poco de actitud a lo Yngwie Malmsteen. Es de cabello rubio y ojos azules (aspecto tipo Jeff Loomis). Está basado en Alexi Laiho vocalista y guitarrista de Children of Bodom y usa una Gibson Explorer en todo momento, estando dentro o fuera del escenario, incluso mientras duerme. Tiene un fuerte acento sueco, con tendencia a pronunciar mal algunas palabras o invertir el orden de estas. Es el responsable de la mayor parte de los arreglos de las canciones, componiendo tanto las líneas de ambas guitarras como el bajo de Murderface. Se considera y es considerado un Dios de la guitarra, por lo que él siente la necesidad de expandir su Don con todas las mujeres que pueda, aunque eso signifique que sean de avanzada edad, por las que tiene una fijación gerantofílica.
- Toki Wartooth: Es el guitarrista rítmico del grupo. Usualmente emplea una Gibson Flying V. Nativo de Noruega, tiene cabello largo y castaño, ojos azul pálido y unos bigotes estilo Fu Man Chu. Es el miembro más nuevo y joven del grupo, quien se une después de un duelo de guitarra con Skwisgaar. Aunque Toki perdió por muy poco dicho duelo, Skwisgaar lo acepta en la banda por ser quien más se ha acercado a él. Su relación con Skwisgaar es más bien pomposa, pese a que dentro del grupo es casi un ciudadano de segunda clase. Su estilo al tocar podría compararse al empleado por la banda británica Iron Maiden. Mikael Åkerfeldt confirmó en una entrevista que recibió un correo electrónico del mismo Toki que decía que estaba basado en él.[2]
- Charles Foster Offdensen: Abogado y administrador (mánager) de la banda de Dethklok. Siempre trata de ayudar a la banda y les salva de todo apuro protegiéndoles de los revengadores.

## Canciones
| Nombre                                    | Episodio                      | Disponible en |
| ----------------------------------------- | ----------------------------- | --- |
| "Deththeme Demo"                          | Nunca mostrada en el show     | MP3 en la página personal de Brendon Small                                                                                             |
| "Deththeme"                               | Intro de cada episodio        | MP3 en AdultSwim.com, The Dethalbum y la página de MySpace oficial de Dethklok                                                         |
| "Duncan Hills Coffee Jingle"              | "The Curse of Dethklok"       | MP3 en AdultSwim.com, The Dethalbum Deluxe version y la página de MySpace oficial de Dethklok                                          |
| "Sewn Back Together Wrong"                | "The Curse of Dethklok"       | no |
| "Thunderhorse"                            | "Dethwater"                   | MP3 en AdultSwim.com, The Dethalbum y la página de MySpace oficial de Dethklok; Es una canción jugable en el videojuego Guitar Hero II |
| "Dethwater Practice"                      | "Dethwater"                   | No |
| "Mur-maid-er"                             | "Dethwater"                   | The Dethalbum |
| "Underwater Friends"                      | "Dethwater"                   | No |
| "Electric Eel Chair"                      | "Dethwater"                   | No (solo se menciona en un episodio, puede que no exista)                                                                              |
| "Scaled and Gutted and Undercooked"       | "Dethwater"                   | No (solo se menciona en un episodio, puede que no exista))                                                                             |
| "Scuba Tank Filled With Farts"            | "Dethwater"                   | No (solo se menciona en un episodio, puede que no exista)                                                                              |
| "Birthday Dethday"                        | "Happy Dethday"               | MP3 en AdultSwim.com, The Dethalbum y la página de MySpace oficial de Dethklok                                                         |
| "Awaken Mustakrakish"                     | "Dethtroll"                   | MP3 en AdultSwim.com, The Dethalbum y la página de MySpace oficial de Dethklok                                                         |
| "Death Metal Lullaby"                     | "Dethtroll"                   | No |
| "Killed by a Troll"                       | "Dethtroll"                   | No (solo se menciona en un episodio, puede que no exista)                                                                              |
| "Hatredy"                                 | "Dethkomedy"                  | The Dethalbum |
| "Bloodtrocuted"                           | "Dethfam"                     | The Dethalbum |
| "Dethfam"                                 | "Dethfam"                     | Mostrada un tiempo en la página oficial de Dethklok en MySpace                                                                         |
| "Inner Child Tied and Beaten in my Trunk" | "Performance Klok"            | Mostrada un tiempo en la página oficial de Dethklok en MySpace                                                                         |
| "Water Horsey Blues"                      | "Snakes n' Barrels"           | No |
| "Snakes n' Barrels Reunion Album"         | "Snakes n' Barrels"           | No |
| "Blood Puke"                              | "Mordland"                    | No (solo se menciona en un episodio, puede que no exista)                                                                              |
| "Fan Song"                                | "Mordland"                    | The Dethalbum |
| "Dethharmonic"                            | "Fat Kid at the Detharmonic"  | The Dethalbum |
| "Crush My Battle Opponent's Balls"        | "Skwisklok"                   | Mostrada un tiempo en la página oficial de Dethklok en MySpace                                                                         |
| "Briefcase Full of Guts"                  | "Murdering Outside the Box"   | The Dethalbum |
| "Go Forth and Die"                        | "Go Forth and Die"            | The Dethalbum |
| "Guts Punched, Balls Threw Up"            | "Go Forth and Die"            | No (solo se menciona en un episodio, puede que no exista)                                                                              |
| "Murdertrain a Comin'"                    | "Bluesklok"                   | The Dethalbum Deluxe version |
| "Planet Piss"                             | "Dethkids"                    | No |
| "Happy Metal World Rainbow"               | "Dethkids"                    | No |
| "I'm Just a Rock 'n' Roll Clown"          | "Dethclown"                   | Solo mostrada en el MySpace oficial de Dr. Rockso                                                                                      |
| "Castratikron"                            | "Girlfriendklok"              | The Dethalbum |
| "Theme from 'Dating Penelope'"            | "Dethstars"                   | No |
| "Blood Ocean"                             | "Dethstars"                   | The Dethalbum |
| "Go Into the Water"                       | "The Metalocalypse Has Begun" | The Dethalbum |

## Voces
- Brendon Small – Nathan Explosion, Pickles, Skwisgaar Skwigelf, Charles Offdensen y otros personajes menores
- Tommy Blacha – William Murderface, Toki Wartooth, Dr. Rockso, otros
- Mark Hamill – Senator Stampingston, Jean-Pierre, Mr. Salacia, otros
- Victor Brandt – General Crozier, Cardinal Ravenwood, otros
- Malcolm McDowell – Veter Orlaag, otros

### Actuaciones especiales
- Laraine Newman ("The Curse of Dethklok") – "Reportera de noticias", "Grandma", "GMILF", ("Dethfam") – "Rose Explosion (La madre de Nathan)", "La Mama de pickles", "Serveta Skwigelf (Mamá de Skwisgaar)"
- James Hetfield ("The Curse of Dethklok") – "Goat", ("Birthdayface" o "Happy Dethday") – "Sniper", ("Dethtroll") – "Mustakrakish", ("Dethkomedy") – "Lorkey" (el marinero)
- Kirk Hammett ("The Curse of Dethklok") – "Two-Fingered Fan", ("Birthdayface" o "Happy Dethday") – "Reina de Dinamarca", ("Dethtroll") – "Barkeep"
- Jeff Loomis ("Performance Klok") – "Padre de Murderface"
- Michael Amott ("Snakes 'n' Barrels") – "Antonio Tony DiMarco Thunderbottom"
- Steve Smyth ("Snakes 'n' Barrels") – "Snizzy Snazz Bullets"
- Warrel Dane ("Snakes 'n' Barrels") – "Sammy Candynose Twinskins"
- Jon Schnepp ("Skwisklok") – "Director"
- King Diamond ("Skwisklok") – "Ronald Von Monoldburg", ("Murdering Outside The Box") – "Empleado 421", ("Go Forth and Die") - "Gerente de Dimmu Burger", ("Bluesklok") - "The Devil"
- George Fisher ("Go Forth and Die") – "Cliente de Dimmu Borgir", ("Bluesklok") – "Depressed Fool's Cap Hippie"; ("Dethkids") "Jugador de Fútbol"; ("The Metalocalypse Has Begun") "Asesino Hermano de 216"
- Emilie Autumn ("Dethharmonic") – Todos los violines "tocados" por la Filarmónica de Londres
- Laura Silverman ("Girlfriendklok") – "Rebecca Nightrod", ("Dethstars") - Actriz
- Andy Richter ("Dethstars") – "J.F. Amarth"
- Mike Patton ("Snake & Barrels II Parte. 1 y 2") – "Rikki Kixx"

## Actores de doblaje en España
- Pedro Tena - Nathan Explosion
- Juan Antonio García Sainz de la Maza - Skwisgaar Skwigelf
- Miguel Ángel Varela - Toki Wartooth
- Eduardo Bosch - Pickles el Batería
- Carlos Ysbert - William Murderface

## Lanzamiento en medios domésticos
| Temporada | Episodios | Fechas de lanzamiento de DVD | Fechas de lanzamiento de DVD | Fechas de lanzamiento de DVD | Fechas de lanzamiento de Blu-ray | Fechas de lanzamiento de Blu-ray | Fechas de lanzamiento de Blu-ray |
| Temporada | Episodios | Región 1                     | Región 2                     | Región 4                     | Región A                         | Región B                         |                                  |
| --------- | --------- | ---------------------------- | ---------------------------- | ---------------------------- | -------------------------------- | -------------------------------- | -------------------------------- |
| 1         | 20        | 2 de octubre de 2007         | 22 de junio de 2009          | 5 de diciembre de 2007       |                                  |                                  |                                  |
| 2         | 19        | 2 de diciembre de 2008       | 11 de octubre de 2010        | 3 de diciembre de 2008       |                                  |                                  |                                  |
| 3         | 10        | 9 de noviembre de 2010       | 21 de marzo de 2011          | 1 de diciembre de 2010       | 9 de noviembre de 2010           | 1 de diciembre de 2010           |                                  |
| 4         | 12        | 30 de octubre de 2012        |                              | 5 de diciembre de 2012       | 30 de octubre de 2012            | 5 de diciembre de 2012           |                                  |
| Especial  | 1         |                              |                              | 21 de octubre de 2015        |                                  | 21 de octubre de 2015            |                                  |

La serie también está disponible en HBO Max desde el 27 de mayo de 2020.